# آيدار أغانين
آيدار رشيدوفيتش أغانين (الروسية: Айдар Рашидович Аганин) (23 أغسطس 1967، قازان) دبلوماسي روسي، يشغل منذ 29 كانون الأول / ديسمبر 2022 م سفيرا فوق العادة ومفوضا لروسيا الاتحادية لدى ليبيا.

## مسيرته
آيدار رشيدوفيتش أغانين دبلوماسي روسي، وُلِدَ في مدينة قازان وسط روسيا يوم 23 أغسطس عام 1967م، وتخرّج في معهد موسكو الحكومي للعلاقات الدولية عام 1990م. شغل خلال مسيرته منصباً في إدارة التخطيط السياسي بوزارة الخارجية الروسية، ثم عمل ممثلاً لروسيا الاتحادية في الأراضي الفلسطينية، فمستشاراً في سفارة بلاده بالأردن، وبعدها في سلوفينيا، قبل أن يتولى إدارة قناة روسيا اليوم العربية.